# Siderúrgica Huachipato

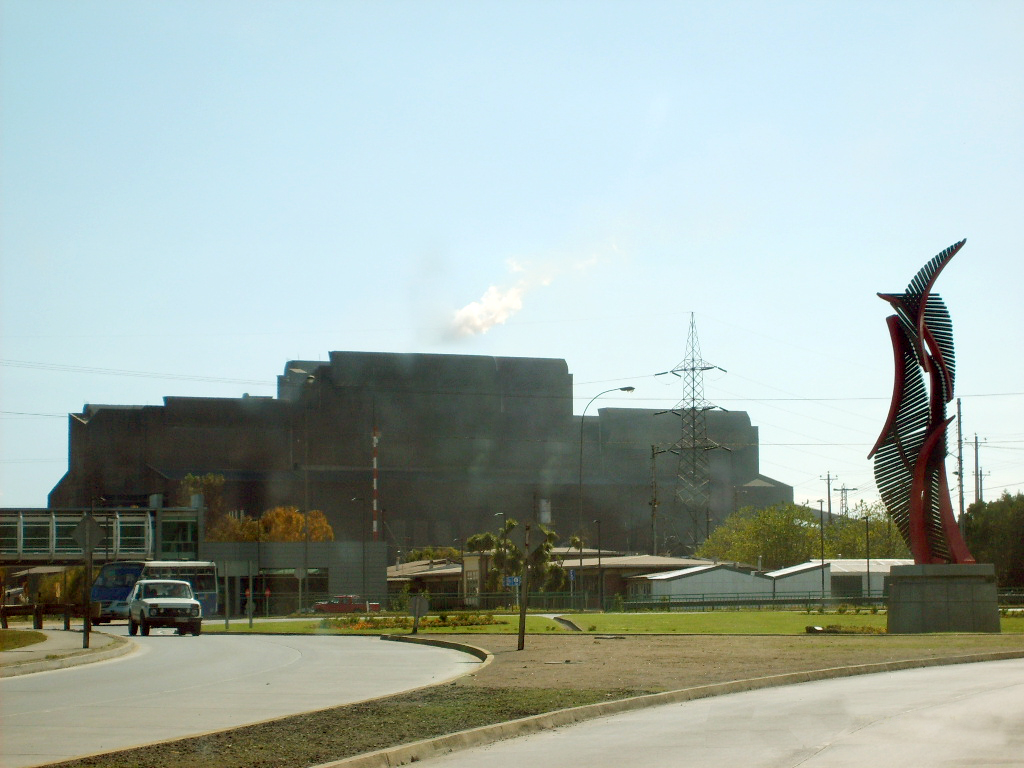
Entrada principal a la planta siderúrgica Huachipato

La Compañía Siderúrgica Huachipato fue una planta industrial chilena, ubicada en la comuna de Talcahuano, en el Gran Concepción, dedicada a la elaboración de acero. Fue administrada por CAP Acero, filial de la Compañía de Acero del Pacífico. El día 16 de septiembre de 2024 realizó sus últimas operaciones, finalizándolas a las 2:20 AM de dicho día.

## Historia
La Compañía comenzó a ser construida a comienzos de 1947, en el gobierno de Gabriel González Videla, bajo la denominación de Compañía de Acero del Pacífico (CAP), y fue oficialmente inaugurada el 25 de noviembre de 1950.
En 1981 la CAP, a través de sus organismos estatutarios, se transformó en una sociedad de inversiones con empresas subsidiarias, siguiendo la modalidad de holding. Como consecuencia de lo anterior, bajo el alero de CAP se constituyó la Compañía Siderúrgica Huachipato S.A., que inició su giro el 1 de enero de 1982.
En los inicios de la década de 1980, se comenzó desarrollar un plan de expansión de la para asegurar su proyección en el futuro. La visión de negocio apuntó a incrementar la producción de acero en productos terminados. Así, en 1982 se adquirió un laminador de barras en la ciudad de Rengo y luego, a finales de esa década, se inició un vasto plan de inversiones que significó incorporar moderna tecnología y nuevos equipos tales como:
- 1994: colada continua de palanquillas y  la modernización del laminador de barras de Talcahuano.
- 1996: modernización de los laminadores de productos planos en caliente y laminadores de productos planos en frío, incluyendo nuevas unidades como la línea de recocido continuo para hojalata.
- 2000: colada continua de palanquillas.

En 2000 se dio término al programa de modernización. La inversión, que en total superó los US$ 700 000 000, dotó a la empresa de una avanzada tecnología y aumentó la capacidad de producción a 1 200 000 toneladas de acero anuales, acorde a los requerimientos del mercado.
Durante 2005 se iniciaron los estudios y cotizaciones para implementar las modificaciones e inversiones necesarias para ampliar la capacidad de producción a 1 450 000 toneladas de acero líquido.
El 20 de marzo de 2024, la compañía anunció que suspendería sus operaciones de forma indefinida en un plazo de tres meses debido a las "insuficientes" medidas anunciadas por la Comisión Antidistorsiones tras una denuncia por competencia desleal contra productores chinos, que había recomendado aplicar sobretasas arancelarias provisionales a bolas y barras de acero a tres empresas chinas por un promedio de 15%, mientras que la compañía solicitaba salvaguardias por 25% para todas las empresas chinas operando en el país. Un mes después, tras confirmarse el alza provisoria a las sobretasas impuestas a productos acereros chinos, la siderúrgica anunció que revertiría la suspensión de sus actividades.

## Empresa
CAP Acero era una empresa siderúrgica integrada que obtenía arrabio por reducción de pellets y granza de mineral de hierro en sus altos hornos. El acero producido en la acería de convertidores al oxígeno era colado a planchones y palanquillas, los que posteriormente, por laminación, se transformaban en diversos productos destinados al mercado nacional e internacional.
Entre otros materiales fabricados se encontraban: laminados en frío, laminados en caliente, hojalata electrolítica, zincalum, barras para molienda, barras para hormigón, alambrón, caliza y cal viva.
Además de la producción de acero, la Compañía ha incentivado el crecimiento y desarrollo de áreas tan importantes como la educación, el deporte, el arte y la cultura, a través del Club Deportivo Huachipato y la Corporación Cultural Artistas del Acero.